# Stig Hoffmeyer
 Der er flere personer med dette navn, se Stig Hoffmeyer (erhvervsmand).
Stig Rode Hoffmeyer (født d. 27. maj 1940 i Frederiksborg Slotssogn, Hillerød; død d. 25. november 2022) var en dansk skuespiller.

## Karriere
Hoffmeyer blev student i 1958. I 1964 blev han uddannet cand.jur. Men under studiet havde han optrådt på Studenterscenen i blandt andet Dværgen der blev væk, og efter endt jurauddannelse koncentrerede han sig om skuespillet. I dette fag var han selvlært, og han fik sit gennembrud på Svalegangen i Aarhus i midten af 1960'erne i stykker som Slutspil og Stikord. Efter nogle år på Aarhus Teater (1973-1978) flyttede han til hovedstaden, hvor han optrådte på forskellige teatre, heriblandt Det kongelige Teater i stykker som Urene hænder og Anna Sophie Hedvig samt Richard 3.. Han har blandt andet optrådt på Gladsaxe Teater, Hippodromen, Rialto Teatret, Folketeatret, Privat Teatret og Husets Teater.
På tv medvirkede han bl.a. i serierne Landsbyen, Gøngehøvdingen, Kald mig Liva, Ved Stillebækken, Rejseholdet, Nikolaj og Julie og Forbrydelsen III samt Langt fra Las Vegas (sæson 4, afsnit 8).

## Udvalgt filmografi
| - Der var engang (1966) - Student - Det var en lørdag aften (1968) - Bestyrer - Forræderne (1983) - Sivertsen, lærer og pacifist - Manden i månen (1986) - Restaurantinspektør - Lad isbjørnene danse (1990) - Lærer - Sofie (1992) - Gottlieb - Det skaldede spøgelse (1993) - Præst - Det forsømte forår (1993) - Aksel Nielsen som voksen - Nattevagten (1994) - Rolf - Kun en pige (1995) - Mads Hansen - Sidste time (1995) - Gerluf Løvholm - At kende sandheden (2002) - Elis far - Tvilling (2003) - Valdemar - Hannah Wolfe (2004) - Drømmen (2006) - Pastor - Max Manus (2008) - Haakon 7. | - Kun en pige (1995) - Mads Hansen - Forsvar (2003-2004) - Poul Christensen - Forbrydelsen III (2012) - Niels Reinhardt - 1864 (2014) - H.C. Andersen - Badehotellet (2014)Hr. Gottlieb. - Løvernes Konge (1994) - Scar - Klokkeren fra Notre Dame (1998) - Frollo - Shrek 2 (2004) - Kong Harold - Happy Feet (2006) - Noah - Shrek den Tredje (2007) - Kong Harold - The Legend of Spyro: Dawn of the Dragon (2008) - Harry Potter - Professor Snape - Biler 2 - Tomber - Happy Feet 2 (2006) - Noah - Vilde Rolf (2013) - Satan - Space Jam (1996) - Michael Jordan - Pokémon – Filmen (1998) - Giovanni - Magnus og Myggen Spil CD - Hr. Skumlesen |

## Privatliv
Han var fra 1975 samboende med skuespillerinden Kirsten Lehfeldt. Sammen har de datteren Mille Hoffmeyer Lehfeldt, der også er skuespillerinde.